# La stagione del tuo amore/Spiritual
La stagione del tuo amore/Spiritual è il 21º singolo discografico del cantautore Fabrizio De André, pubblicato nel 1970 dalla Produttori Associati.

## Produzione
Il disco, di fatto la riedizione del 45 giri Caro amore/Spiritual (1967), rientra nelle ristampe dei titoli (album e singoli) che De André aveva a suo tempo pubblicato per la Bluebell Records, allorché l'etichetta era stata mutata in Produttori Associati, con distribuzione Ricordi. Mentre gli altri 45 giri riproducevano fedelmente (salvo il marchio cambiato) le edizioni originali, qui, contestualmente alla ristampa del 33 giriVolume 1, da cui i due pezzi erano tratti, il brano Caro amore era rimpiazzato anche nel singolo con l'inedita La stagione del tuo amore. Allo stesso modo, l'immagine in copertina manteneva il solo campo centrale dell'originale, con foto e nome dell'artista, lasciando perciò spazio al nuovo titolo.

## Tracce
- Lato A

La stagione del tuo amore (testo: De André, musica: Reverberi, De André)
- Lato B

Spiritual (testo: De André, musica: Reverberi, De André)